# Gare de Saint-Vincent - Bellefontaine
Pour les articles homonymes, voir Gare de Saint-Vincent.
La gare de Saint-Vincent - Bellefontaine (Bellefontaine avant 1910) est une ancienne gare ferroviaire belge de la ligne 165, d’Athus à Libramont, sur le territoire des anciennes communes de Saint-Vincent et Bellefontaine, englobées en 1977 dans celle de Tintigny, dans la province de Luxembourg, en Région wallonne.
Mise en service en 1879, elle ferme le 3 juin 1984. 

## Situation ferroviaire
Établie à 342 m d’altitude, la gare de Meix-devant-Virton était établie au point kilométrique (PK) 31,1 de la ligne 165, d’Athus à Bertrix et Libramont, entre les points d’arrêts de Lahage et de Jamoigne.

## Histoire
La station de Bellefontaine-lez-Etalle est mise en service le 15 octobre 1880 par l’Administration des chemins de fer de l’État belge sur la section de Signeulx à Florenville, inaugurée en 1879. Une adjudication pour un bâtiment des recettes, présenté comme une construction provisoire, est passée à Arlon en avril 1880. La superficie de ce bâtiment achevé dans l'année est de seulement 45,20 m2. L'adjudication de deux lots pour les bâtiments définitifs de Bellefontaine et Ruette — deux bâtiments de plan identique avec une aile de quatre travées présentant un écart plus important entre les ouvertures médianes — ainsi que leurs halles aux marchandises est passée le 10 juillet de la même année. La surface du bâtiment définitif, construit en 1881, est de 210,50 m2.
Saint-Vincent étant devenu une commune à part en 1877, les citoyens obtiennent en 1910 que la gare de Bellefontaine, qui se trouve sur leur territoire, soit renommée Saint-Vincent - Bellefontaine.
Comme les autres gares de l’Athus-Meuse datant d’avant 1895, le bâtiment des recettes correspond au plan type 1873 des Chemins de fer de l’État belge avec deux voies à quai (la voie principale et une voie de croisement). Une halle à marchandises avec une cour pavée et une voie de garage complète les installations.
Elle se situe au sommet d'une longue rampe de 16 ‰ résultant d'un dénivelé de 130 m entre Virton et Bellefontaine qui imposa aux trains de marchandises les plus lourds l’ajout d’une locomotive d’appoint. Cette section est identifiée comme prioritaire pour l’établissement d’une seconde voie dans les années 1910 mais la Première Guerre mondiale retarde l’achèvement des travaux. Dans sa configuration définitive, la gare dispose d’une troisième voie, prévue pour le garage des trains de marchandises dans le sens montant.
Le 4 octobre 1947, un train de marchandises à destination de Gand qui stationnait au sommet de cette rampe en raison d’un aiguillage défectueux est victime d’une rupture d’attelage qui propulse 21 wagons chargés en direction de la gare de Meix-devant-Virton, percutant le train de voyageurs qui le suivait avant de dérailler contre le bâtiment de la gare de Meix. Cinq occupants de l’autorail perdent la vie.
Le recul du trafic voyageurs et marchandises, provoqué par la concurrence de la route et le déclin de l’activité sidérurgique, provoque la fermeture de la cour aux marchandises en 1983 et la fermeture aux voyageurs de la gare de Meix lors de l'entrée en application du plan IC-IR le 3 juin 1984.
Le bâtiment continue à accueillir le poste de block no 37. Après son abandon, une partie du bâtiment est démolie en 1992 tandis que l’ancienne aile des voyageurs est revendue à un particulier pour servir d’habitation.

### Tramways vicinaux
La ligne de tramway 523 de la Société nationale des chemins de fer vicinaux (SNCV) reliant Étalle à Villers-devant-Orval possédait sa propre station, face à la gare. Isolée du reste du réseau SNCV, cette ligne est construite en 1908 et ferme en 1950.

## Patrimoine ferroviaire
L'ancienne aile contenant la salle d'attente de la gare est conservée comme habitation. Dans sa configuration définitive, ce bâtiment qui date de 1881 et appartient au plan type 1873, comportait une aile de quatre travées disposée sur la gauche du corps de logis et se singularisant par un écart plus important entre les deux travées médianes. Le bâtiment de la gare de Ruette, réalisé simultanément et dans les mêmes conditions (bâtiment provisoire puis définitif) affiche la même particularité. Le reste du bâtiment (corps de logis, aile de service) et la halle à marchandises ont été démolis.